# Al-Hajluna
Al-Hajluna (arab. الحيلونة) – miejscowość w Syrii, w muhafazie Hama. W 2004 roku liczyła 1665 mieszkańców.